# O noapte la Casablanca
O noapte la Casablanca (titlu original: A Night in Casablanca) este un film american de comedie din 1946 regizat de Archie Mayo și produs de David L. Loew. Este al doisprezecelea film cu Frații Marx: Groucho Marx, Chico Marx și Harpo Marx interpretând rolurile principale.  Scenariul este scris de Joseph Fields și Roland Kibbee. Este considerat unul dintre cele mai bune filme târzii ale fraților Marx.

## Prezentare
Amplasat în Casablanca la scurt timp după cel de-al doilea război mondial, criminalul de război evadat nazistul Heinrich Stubel (Sig Ruman) a ucis unul după altul trei manageri ai hotelului Casablanca. Deghizat ca Pfferman, un conte, obiectivul lui Stubel este de a fi numit el manager și astfel să recupereze comorile furate de artă pe care le-a ascuns în hotel. 
Cel mai nou manager al hotelului Casablanca este fostul proprietar de motel Ronald Kornblow (Groucho), care a fost angajat fără ca să  știe că nimeni altcineva nu a îndrăznit să ceară acest post. Incapabilul Kornblow preia hotelul și în cele din urmă își încrucișează drumurile cu cele ale lui Corbaccio (Chico), proprietarul companiei Cămila Galbenă, care se autoproclamă drept bodyguardul lui Kornblow, fiind ajutat și de Rusty (Harpo), valetul mut al lui Stubel. Stubel încearcă de mai multe ori  fără succes să-l ucidă pe Kornblow, frumoasa Beatrice Reiner (Lisette Verea) fiind și ea angajată inițial de Stubel pentru a-l ademeni pe Kornblow. 
Înainte ca Stubel să fugă cu un avion încărcat cu comoara,  Kornblow, prietenii săi dar și domnișoara Reiner invadează camera lui Stubel de la hotel ca să se strecoare de mai multe ori în valizele sale și în dulapuri pentru a-i despacheta bagajele, iar Stubel începe să creadă că înnebunește. Arestați pe baza unor acuzații false, Kornblow, Corbaccio și Rusty prăbușesc avionul lui Stubel peste o secție de poliție unde Stubel este descoperit ca fiind nazistul evadat iar comoara este recuperată de către francezi. 

## Distribuție
- Groucho Marx ca managerul hotelului Ronald Kornblow
- Harpo Marx ca Rusty
- Chico Marx - Corbaccio
- Sig Ruman - Contele Pfferman alias Heinrich Stubel
- Charles Drake ca Locotenent Pierre Delmar
- Lois Collier ca Annette
- Lisette Verea ca Beatrice Reiner
- Lewis L. Russell ca Guvernator Galoux
- Dan Seymour ca Șeful Poliței Cpt. Brizzard
- Frederick Giermann - Kurt
- Harro Mellor ca Emile
- David Hoffman - spion
- Paul Harvey ca Dl. Smythe

## Controverse
Un mit popular (răspândit în parte de însuși Groucho) despre acest film este că frații Marx au fost amenințați cu un proces de către Warner Bros. pentru folosirea cuvântului "Casablanca" în titlu ca o încălcare a drepturilor de autor ale companiei pentru filmul din 1942 Casablanca. Groucho a răspuns cu o scrisoare în care a afirmat că  el și frații săi au folosit cuvântul „Frații” înainte de crearea Warner Brothers (Frații Warner). De asemenea se pare că Groucho i-ar fi amenințat pe cei de la Warner Brothers cu  un contra-proces bazat pe această afirmație. El a menționat că ar putea lua în considerare și o acțiune în justiție împotriva celor de la Warner Brothers deoarece ultimul lor film de succes se numea Zi și noapte (Night and Day, 1946) și astfel ar încărca drepturile de autor a două filme cu frații Marx  și anume O noapte la operă și O zi la curse.